# Anisostachya ungemachii
Anisostachya ungemachii är en akantusväxtart som beskrevs av Raymond Benoist. Anisostachya ungemachii ingår i släktet Anisostachya och familjen akantusväxter. Inga underarter finns listade i Catalogue of Life.